# Erren (Fluss)
Der Erren (chinesisch 二仁溪, Pinyin Èrrén Xī, W.-G. Erh-jen Hsi, Pe̍h-ōe-jī Jī-jîn-khe) ist ein Fluss im Süden der Insel Taiwan. Der Hauptstrom hat eine Länge von 61,2 Kilometern, und entspringt am Ort Shanzhuhu (山豬湖,  Shānzhū hú, Pe̍h-ōe-jī Soaⁿ-ti-ô͘) im Stadtbezirk Neimen von Kaohsiung in einer Höhe von etwa 460 Metern. Der Name des Quellortes bedeutet wörtlich „Bergschweinsee“, jedoch handelt es sich nur um einen Ortsnamen, keinen wirklichen See. 
Der Hauptstrom durchquert sechs Stadtbezirke in Kaohsiung (Neimen, Tianliao, Alian, Luzhu, Hunei, Qieding) und fünf Stadtbezirke von Tainan (Longqi, Guanmiao, Guiren, Rende, Südbezirk), bevor er im Bezirk Qieding in die Formosastraße mündet.
Bis zum Jahr 1960 trug der Fluss den Namen Ercengxing bzw. Ercengxing Xi (二層行溪,  Èrcéng xíng xī, Pe̍h-ōe-jī Jī-chàn-hâng-khe).